# 노동자 경기장 (1959년)
노동자 경기장(중국어 간체자: 工人体育场, 정체자: 工人體育場, 병음: Gōngrén Tǐyùchǎng, 약칭 工体)은 중화인민공화국 베이징시 차오양구에 있는 다목적 경기장으로, 1959년에 개장했으며 2004년 보수 공사를 마쳤다.2020년 초반부터 철거 공사가 시작되었다. 2023년 4월 15일에 원래 부지에 지어진 새로운 경기장으로 재개장했다.
1990년 아시안 게임의 주 경기장으로 선정되었으며, 개막식과 폐막식이 이 곳에서 열렸다. 베이징 궈안의 홈 구장으로 사용되고 있으며, 2004년 AFC 아시안컵 경기와 2008년 하계 올림픽 남자 축구, 여자 축구 경기가 열린 경기장이다.